# Monkey3
Monkey3 ist eine Schweizer Psychedelic-/Stoner-Rock-Band aus Lausanne. Die Band steht bei Napalm Records unter Vertrag und hat bislang sieben Studioalben veröffentlicht.

## Geschichte
Die Band wurde im Jahre 2001 gegründet und absolvierte zunächst zahlreiche Jam-Session. Dass Monkey3 als Instrumentalband agiert, war nicht geplant. Die Musiker suchten lange nach einem passenden Sänger, fanden aber niemanden. Nachdem die Band ihre ersten Kompositionen instrumental einspielte und den Musikern das Resultat gefiel, beschlossen die Musiker, als Instrumentalband weiterzumachen. Das selbstbetitelte Debütalbum erschien zwei Jahre später zunächst in Eigenregie. Nachdem die Band schnell über 1.000 Einheiten absetzen konnte, wurde Monkey3 vom belgischen Musiklabel Buzzville Records unter Vertrag genommen.
Im Jahre 2004 wurde Monkey3 mit veränderten Coverartwork neu veröffentlicht. Dank guter Rezensionen spielte die Band zahlreiche Konzerte in Europa, unter anderem mit Alabama Thunderpussy und Dozer. Im Februar 2007 folgte das zweite Studioalbum 39 Laps, welches unter anderem eine Coverversion des Titelliedes des Westernfilms Spiel mir das Lied vom Tod von Ennio Morricone enthält. Im gleichen Jahr spielte die Band beim Roadburn Festival. Der Auftritt beim Festival Rock Oz Arènes in der Schweiz wurde aufgezeichnet und unter dem Titel Live at Aventicum als DVD veröffentlicht. Im Jahre 2009 wurde mit Undercover eine EP mit Coverversionen veröffentlicht. Gecovert wurden Lieder von Kiss, Archive, Pink Floyd, Led Zeppelin und Deep Purple. Als Gastsänger sind John Garcia (Ex-Kyuss, Hermano) und Tony Jelencovich (Massive Audio Nerve, Transport League) zu hören.
Monkey3 spielte im Jahre 2010 erneut beim Roadburn Festival sowie beim Hellfest. Die Band wechselte zum deutschen Label Stickman Records und veröffentlichte im Mai ihr drittes Studioalbum Beyond the Black Sky. Nach zahlreichen Konzerten und Festivalauftritten wechselte Monkey3 zum österreichischen Label Napalm Records, das im Oktober 2013 das vierte Album The 5th Sun veröffentlichte. Für das Lied Birth of Venus wurde ein Musikvideo gedreht. 2014 spielte die Band beim Burg-Herzberg-Festival und dem Desertfest, ein Jahr später traten Monkey3 auf dem Freak Valley Festival auf. Am 2. September 2016 folgte das fünfte Studioalbum Astra Symmetry, mit dem Monkey3 erstmals Chartpositionen erreichten. In der Schweiz erreichte das Album Platz 61 und in Deutschland Rang 93.
Am 23. Juni 2017 veröffentlichte die Band das Livealbum Live at Freak Valley und spielte im Sommer des Jahres beim Hellfest und dem Alcatraz Metal Festival. Das sechste Studioalbum Sphere folgte dann am 12. April 2019.

## Diskografie

### Alben
- 2004: Monkey3
- 2007: 39 Laps
- 2011: Beyond the Black Sky
- 2013: The 5th Sun
- 2016: Astra Symmetry
- 2019: Sphere
- 2024: Welcome to the Machine

### EP
- 2009: Undercover

### Livealben
- 2017: Live at Freak Valley

### Videoalben
- 2009: Live at Aventicum